# Géus-d'Arzacq
Géus-d'Arzacq är en kommun i departementet Pyrénées-Atlantiques i regionen Nouvelle-Aquitaine i sydvästra Frankrike. Kommunen ligger i kantonen Arzacq-Arraziguet som tillhör arrondissementet Pau. År 2022 hade Géus-d'Arzacq 218 invånare.

## Befolkningsutveckling
Antalet invånare i kommunen Géus-d'Arzacq
| Referens: INSEE |